# SN 2006bi
SN 2006bi – supernowa odkryta 25 marca 2006 roku w galaktyce A135911+2752. W momencie odkrycia miała maksymalną jasność 18,10m.